# إشن
اشن (هاي أليمانيك: ايشا) هي بلدية في شمال ليختنشتاين. يبلغ عدد سكانها 4466 نسمة وتغطي مساحة 10.3 كيلومتر مربع (4.0 ميل2) .انها تعتبر رابع أكبر مدينة في ليختنشتاين من حيث عدد السكان.

## جغرافية
تضم البلدية قرية نينديلن والتي يوجد بها محطة القطار الواقعة على خط فيلدكيرش-بوخس.

## سياسة
زعيم المجتمع هو قوديرر تينو (FBP)، ويتكون المجلس الإقليمي من أحد عشر مقعدا.

## الاقتصاد
يقع المقر الرئيسي لشركة نوفودنت وتيسين كروب بريستا في مدينة اشن.

## رياضة
USV اشن موران هو نادي كرة القدم التابع للبلدية.

## مشاهير
- جيرارد باتلينر (1928 في اشن - 2008 في اشن) محامٍ في القانون وكان رئيسًا للحكومة (ريجيرنغشيف) في ليختنشتاين 1962-1970
- مارليس أمان ماركسر (مواليد 1952) سياسي من ليختنشتاين، وزير سابق للبنية التحتية والبيئة والرياضة حتى عام 2017 ؛ يعيش مع العائلة في اشن
- ماورو بيدرازيني (مواليد 1965) سياسي من ليختنشتاين، وزير الشؤون الاجتماعية الحالي؛ إنه دكتور في الفيزياء، ويعيش في اشن